# Berne (metrostation)
Berne is een metrostation in het stadsdelen Farmsen-Berne en Rahlstedt van de Duitse stad Hamburg. Het station werd geopend op 6 september 1920 en wordt bediend door lijn U1 van de metro van Hamburg.